# Kirchenruine Markgrafneusiedl

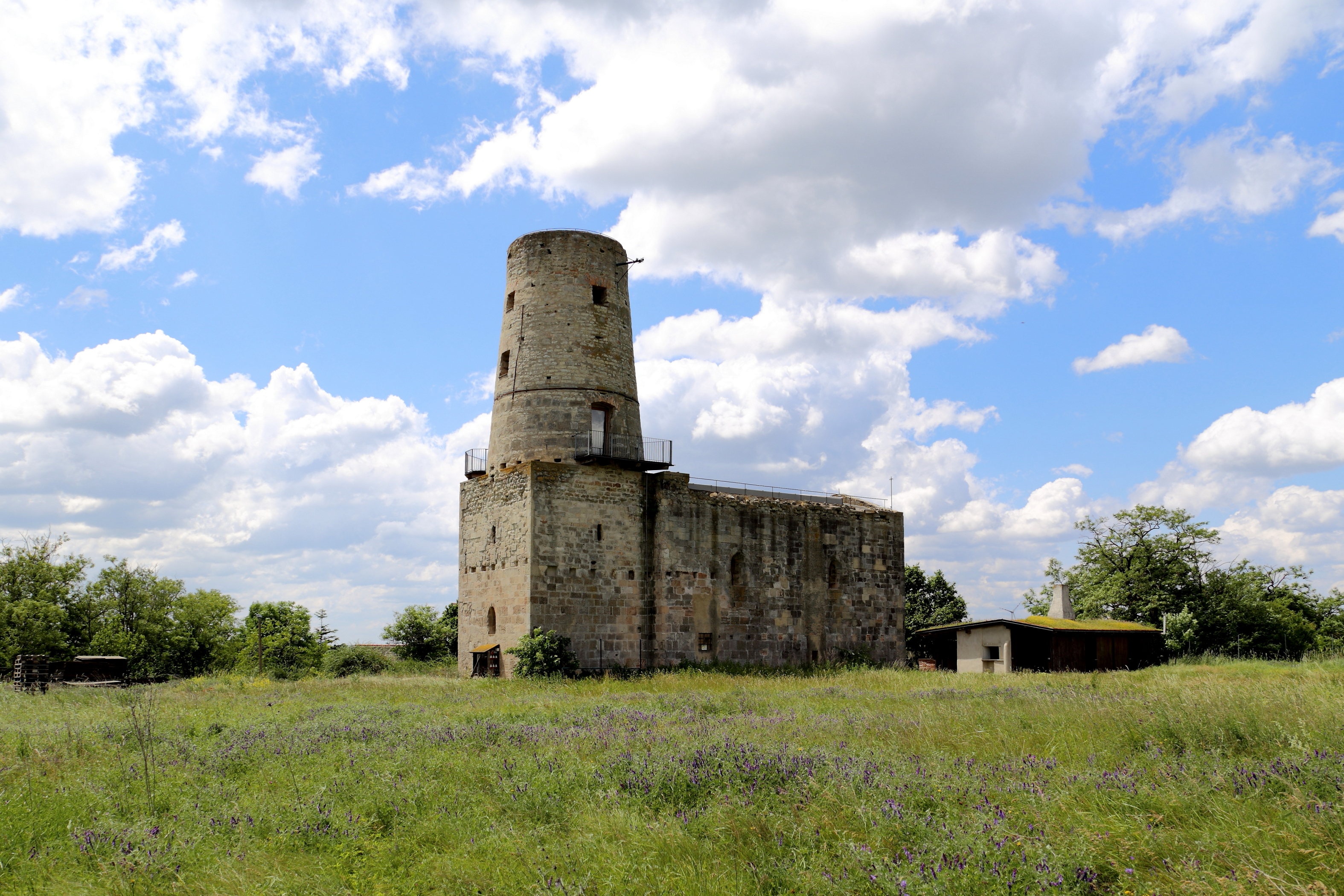
Kirchenruine in Markgrafneusiedl

Die Kirchenruine Markgrafneusiedl  steht am nördlichen Ortsausgang in beherrschender Lage in der Gemeinde Markgrafneusiedl im Bezirk Gänserndorf in Niederösterreich.  Die Ruine steht unter Denkmalschutz (Listeneintrag).

## Geschichte
Die ehemalige Wehrkirche, geweiht auf den heiligen Martin von Tours, wurde Ende des 12. Jahrhunderts wohl in einem ehemaligen Siedlungsgebiet erbaut. 1574 wird sie als Wallfahrtskirche bezeichnet und 1683 urkundlich als Ruine erwähnt. Bei der Schlacht bei Wagram 1809 diente sie den Österreichern unter Erzherzog Karl als Kommandositz. 1817 wurde sie zu einer Windmühle umgebaut, dafür wurde dem Rest des Ostturms ein teilweise auskragender Rundturm aufgesetzt. In der Nacht vom 30. auf den 31. Dezember 1862 brannte das Gebäude ab.

## Architektur
Das zweijochige Langhaus hat in den noch bestehenden Wänden zwei hochliegende Rundbogenfenster und Reste eines Portals. Der leicht eingezogene, quadratische Chor hat einen aufgesetzten Chorturm.